# 1028 Lydina
Az 1028 Lydina (ideiglenes jelöléssel 1923 PG) egy kisbolygó a Naprendszerben. Vlagyimir Albickij fedezte fel 1923. november 6-án.